# 知覧高等自動車学校
知覧高等自動車学校（ちらんこうとうじどうしゃがっこう）は山元物産有限会社が運営する鹿児島県南九州市にある鹿児島県公安委員会指定自動車教習所である。

## 所在地等
- 〒897-0304
- 鹿児島県南九州市知覧町東別府19552番地

## 取扱免許の種類
- 普通自動車
- 中型自動車
- 普通自動二輪車
- 大型自動二輪車
- 大型特殊自動車
- けん引